# Embalse del Gergal
Embalse del Gergal är en reservoar i Spanien.   Den ligger i provinsen Provincia de Sevilla och regionen Andalusien, i den sydvästra delen av landet, 400 km sydväst om huvudstaden Madrid. Embalse del Gergal ligger 59 meter över havet.  Trakten runt Embalse del Gergal består till största delen av jordbruksmark.